# Messene

Messene (grego: Μεσσήνη Messínî ou Messénê) é uma cidade da província de Messinia no sul da Grécia. Na Antiguidade, era uma cidade-estado da Grécia dórica fundada por Epaminondas, em 369 a.C., depois da batalha de Leuctra e a primeira invasão tebana do Peloponeso. Hoje, um sítio arqueológico da antiga cidade mantém-se, e a cidade moderna tem cerca 10.000 habitantes.